# I-70 (sous-marin)
Pour les articles homonymes, voir I-70.
L'I-70 (イ-70) est un sous-marin de classe Kaidai (海大型潜水艦, Kaidai-gata sensuikan) de la sous-classe Kaidai VIa (海大6型a（伊六十八型/伊百六十八型）, Kaidai-roku-gata-ē, classe I-68/I-168) en service dans la marine impériale japonaise.

## Contexte
Après la Première Guerre mondiale, la marine impériale japonaise a réévalué l'utilisation de la guerre sous-marine comme élément de stratégie maritime, en raison du déploiement réussi de croiseurs sous-marins à long rayon d'action pour les assaut contre des navires marchands des principales marines de combat. Les stratèges japonais ont réalisé les possibilités d'utilisation de l'arme pour la reconnaissance à longue portée, et dans une guerre d'usure, contre une flotte ennemie s'approchant du Japon. 
Deux grands sous-marins japonais à longue portée avaient déjà été construits dans le cadre du programme de la flotte des Huit-six en tant que prototypes (I-51 et I-52). L'arrivée le 20 juin 1919 de sept U-Boote (sous-marins allemands) reçus par le Japon en réparation de guerre à la fin de la Première Guerre mondiale a conduit à la refonte complète de cette arme. Les Japonais ont embauché des centaines d'ingénieurs et de techniciens de sous-marins allemands et d'anciens officiers de sous-marins allemands, au chômage à la suite de la défaite de l'Allemagne après la Première Guerre mondiale, et les ont fait venir au Japon dans le cadre de contrats de cinq années. L'ONI (Office of Naval Intelligence) américain a estimé que quelque 800 conseillers allemands s'étaient rendus au Japon à la fin de 1920. Les Japonais ont également envoyé des délégations en Allemagne et ont participé activement à l'achat de nombreux brevets.

## Description
Les sous-marins de la sous-classe KD6 étaient des versions améliorées de la précédente sous-classe KD5. Avec une vitesse de 23 nœuds en surface, ils étaient les sous-marins les plus rapides lors de leurs époques de construction.
Ils ont un déplacement de 1 422 tonnes en surface et de 2 479 tonnes en immersion. Les sous-marins mesuraient 104,70 mètres de long, avaient une largeur de 8,2 mètres et un tirant d'eau de 4,58 mètres. Les sous-marins permettaient une profondeur de plongée de 70 m et avaient un effectif de 68 officiers et membres d'équipage.
Kampon a été retenu comme fabricant des moteurs diesel Mk.1A Model 8, dont les performances étaient supérieures de 30% à celles des moteurs des premières sous-classes. Pour la navigation de surface, les sous-marins étaient propulsés par deux moteurs diesel de 4 500 cv (3 310 kW), chacun entraînant un arbre d'hélice. En immersion, chaque hélice était entraînée par un moteur électrique de 900 chevaux-vapeur (671 kW). Ils pouvaient atteindre 23 nœuds (42,6 km/h) en surface et 8,2 nœuds (15,2 km/h) sous l'eau. En surface, les KD6 avaient une autonomie de 14 000 milles nautiques (22 531 km) à 10 noeuds (18,5 km/h) ; en immersion, ils avaient une autonomie de 65 milles nautiques (104 km) à 3 noeuds (5,6 km/h).
Les sous-marins étaient armés de 6 tubes lance-torpilles internes de 53,3 cm, 4 à l'avant et 2 à l'arrière. Ils transportaient une recharge pour chaque tube, augmentée de 2 torpilles, soit un total de 14 torpilles Type 89. Ils étaient également armés d'un canon de pont de 100 mm (L/50) de type 88 pour le combat en surface, d'une mitrailleuse de 13,2 mm AA type 93 et d'une mitrailleuse de 7,7 mm.

## Construction
Construit par l"Arsenal naval de Sasebo au Japon, le I-70 a été mis sur cale le 25 janvier 1933. Il a été lancé le 14 juin 1934 sous le nom de I-70. Il a été achevé et mis en service le 9 novembre 1935.

## Historique

### Avant la Seconde Guerre mondiale
Après sa mise en service le 9 novembre 1935, il est rattaché au district naval de Kure. Il est affecté à la 12e division de sous-marins en tant que nouveau navire amiral de la division. Le capitaine de corvette (海軍少佐 (Kaigun-shōsa)) Iwagami Eiju en est le commandant.
Le 24 août 1939 , le I-70 est placé dans la 3e réserve. Lors d'un carénage à Kure, le sous-marin est équipé d'un sonar passif de type 93 et d'un calculateur d'attaque amélioré.

### Seconde Guerre mondiale
Le 12 mai 1941, le I-69 entre en collision avec le I-70, créant une entaille dans les réservoirs tribord et à la tour de commande de ce dernier. Les deux sous-marins se rendent à Yokosuka pour y être réparés.

#### Attaque et perte de Pearl Harbor
Le I-70 faisait partie d'un groupe de sous-marins envoyés pour patrouiller au large des îles hawaïennes lors de l'attaque de Pearl Harbor le 7 décembre 1941 (8 décembre en heure locale japonaise). Ce jour-là, il n'a pas répondu à un appel radio. La dernière émission radio reçue du sous-marin fut le 9 décembre 1941, lorsqu'il signala avoir vu le porte-avions américain USS Enterprise près de la station navale de Pearl Harbor.
Le 10 décembre 1941, il fut aperçu par un Douglas SBD-2 Dauntless de l'USS Enterprise après 6 heures du matin. L'avion a failli manquer sa cible avec une bombe de 454 kg qui a endommagé sa coque et l'a empêché de plonger. Plus tard dans la journée, un autre SBD-2 Dauntless du même porte-avions a vu le sous-marin endommagé. 
Bien que le sous-marin ait tenté de manœuvrer et ait tiré avec sa mitrailleuse de pont de 13 mm, le SBD est monté à 1 500 m (5 000 pieds) pour frapper le navire au milieu avec une bombe, faisant passer plusieurs artilleurs par-dessus bord. Le sous-marin s'est arrêté puis a disparu sous l'eau environ 45 secondes plus tard à la position géographique de 23° 45′ N, 155° 35′ O.